# O.C. Confidential
O.C. Confidential è un album del gruppo hardcore punk californiano Adolescents, pubblicato nel 2005 dalla Finger Records. In ordine cronologico è il settimo album della band.

## Tracce
1. Hawks and Doves
2. Lockdown America
3. Where The Children Play
4. California Son
5. Guns Of September
6. Pointless Teenage Anthem
7. Death On Friday
8. Into The Fire
9. Within These Walls
10. Let It Rain
11. OC Confidential
12. Monsanto Hayride
13. Find A Way

## Formazione
- Tony Cadena - voce
- Frank Agnew - chitarra
- Frank Agnew Jr. - chitarra
- Steve Soto - basso
- Derek O'Brien - batteria